# Lista över UN-nummer 3501 till 3600
Detta är en lista över UN-nummer 3501 till 3526.

## UN 3501 till 3526
| UN-nummer | Klass | Namn |
| --------- | ----- | --- |
| UN 3501   | 2.1   | Kemikalie under tryck, brandfarlig, N.O.S.                                                                           |
| UN 3502   | 2.2   | Kemikalie under tryck, giftig, N.O.S.                                                                                |
| UN 3503   | 2.2   | Kemikalie under tryck, frätande, N.O.S.                                                                              |
| UN 3504   | 2.1   | Kemikalie under tryck, brandfarlig, giftig, N.O.S.                                                                   |
| UN 3505   | 2.1   | Kemikalie under tryck, brandfarlig, frätande, N.O.S.                                                                 |
| UN 3506   | 8     | Kvicksilver i tillverkade föremål                                                                                    |
| UN 3507   | 8     | Uranhexafluorid, radioaktivt ämne, undantaget kolli, mindre än 0,1 kg per kolli, ej fissilt eller undantaget fissilt |
| UN 3508   | 9     | Kondensator, asymmetrisk, med en energilagringskapacitet större än 0,3 Wh                                            |
| UN 3509   | 9     | Förpackningar, uttjänta tömda, ej rengjorda                                                                          |
| UN 3510   | 2.1   | Adsorberad gas, brandfarlig, N.O.S.                                                                                  |
| UN 3511   | 2.2   | Adsorberad gas, N.O.S.                                                                                               |
| UN 3512   | 2.3   | Adsorberad gas, giftig, N.O.S.                                                                                       |
| UN 3513   | 2.2   | Adsorberad gas, oxiderande, N.O.S.                                                                                   |
| UN 3514   | 2.3   | Adsorberad gas, giftig, brandfarlig, N.O.S.                                                                          |
| UN 3515   | 2.3   | Adsorberad gas, giftig, oxiderande, N.O.S.                                                                           |
| UN 3516   | 2.3   | Adsorberad gas, giftig, frätande, N.O.S.                                                                             |
| UN 3517   | 2.3   | Adsorberad gas, giftig, brandfarlig, frätande, N.O.S.                                                                |
| UN 3518   | 2.3   | Adsorberad gas, giftig, oxiderande, frätande, N.O.S.                                                                 |
| UN 3519   | 2.3   | Bortrifluorid, adsorberad                                                                                            |
| UN 3520   | 2.3   | Klor, adsorberad |
| UN 3521   | 2.3   | Kiseltetrafluorid, adsorberad                                                                                        |
| UN 3522   | 2.3   | Arsin, adsorberad |
| UN 3523   | 2.3   | German, adsorberad                                                                                                   |
| UN 3524   | 2.3   | Fosforpentafluorid, adsorberad                                                                                       |
| UN 3525   | 2.3   | Fosfin, adsorberad                                                                                                   |
| UN 3526   | 2.3   | Selenväte, adsorberad                                                                                                |